# Roser Cavallé Estupiñà
Roser Cavallé Estupiñà   (Reus, 8 de febrer de 1935 - 13 d'octubre de 2014) fou una locutora de ràdio, actriu i directora de doblatge catalana.
Va començar a la ràdio, va posar la veu al Consultorio de Elena Francis de Ràdio Barcelona durant setze anys, entre 1951 i 1967.
Entre les moltes actrius que va posar veu –tant en català i com en castellà– hi havia Gene Tierney, Elsa Lanchester, Anna Magnani, Sophia Loren, Anne Bancroft, Barbara Stanwyck, Deborah Kerr, Glenn Close i Gena Rowlands.
En el doblatge, el primer personatge a qui va posar veu en català va ser el de Sue Ellen Ewing al fulletó estatunidenc Dallas. També va participar en els doblatges de sèries com Ràdio Cincinnati, L'escurçó negre i Embruixada (en el paper d'Endora). A més, en animació, va fer el paper de Cruel·la de Vil a la pel·lícula 101 dàlmates, el primer doblatge de Walt Disney en català.
Casada amb el comentarista esportiu i actor de doblatge Eduardo Berraondo, va ser mare del periodista Eduard Berraondo i del director i guionista Xavi Berraondo.